# Al-Zubayr Rahma Mansur

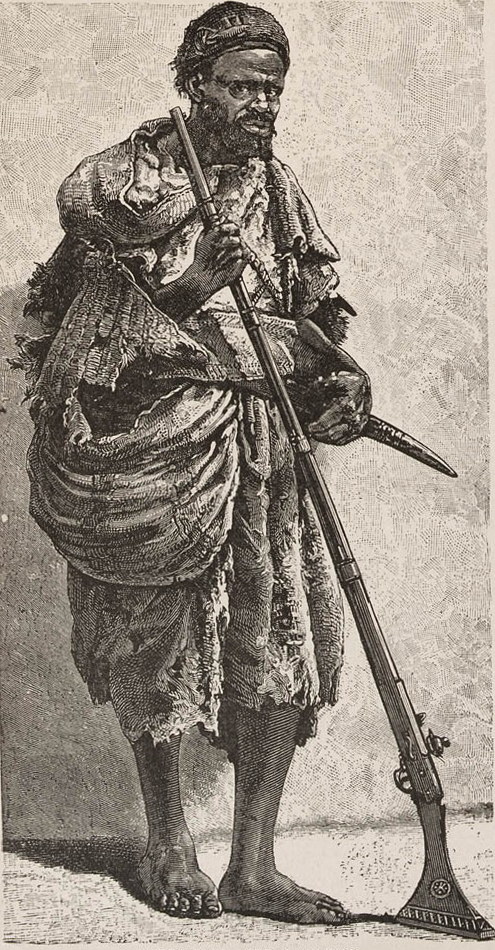
Ritratto di Al-Zubayr Rahma Mansur, da l'Illustration del 1889.

Al-Zubayr Rahma Mansur, conosciuto anche come Sebehr Rahma o Rahama Zobeir (in arabo الزبير رحمة منصور‎?; 1831 – 1913), è stato un mercante e militare sudanese della fine del XIX secolo, che tra il 1867 e il 1875, con il titolo di sceicco, governò di fatto una regione compresa tra i fiumi Ubangi, Nilo Bianco e Kotto. Divenuto Pascià si fece un nome per aver contrastato, in ogni modo, le iniziative del generale Charles Gordon in materia di antischiavismo nel Sudan..

## Biografia
Nacque nel 1831 sull'isola di Wavissi, figlio di Rahmat, membro della Gemaab dei Ja'Alin, una tribù araba del Sudan del nord. Frequentò la scuola coranica di Khartoum, e poi intraprese l'attività di mercante. Nel 1856 lasciò Khartoum insieme al cugino Mohammed Abd el Qâdir, per trasferirsi nella regione del Bahr al-Ghazal, entrando al servizio di un importante commerciante egiziano, Ali Amûri, il 14 settembre dello stesso anno.
A partire dal 1857 iniziò a creare una rete  di forti commerciali, denominati zaribas, contraendo alleanze con le tribù Kreich e Niam Niam. Dopo aver soggiornato due volte, per brevi periodi, a Khartoum, lasciò definitivamente la città nel corso del 1864,  stabilendosi nella terra dei Niam Niam, allora governata dal Re Tikma. Sostenuto da una milizia personale, i bazinger, si dedicò alla tratta degli schiavi e al commercio di avorio, lasciando la sua residenza di Dem Nduggu per effettuare incursioni nel Darfur, nel Ciad e nella valle dell’Uele. Nel 1867 si proclamò indipendente, e con il titolo di sceicco controllava di fatto la regione compresa tra i fiumi Ubangi, Nilo Bianco e Kotto, rifiutandosi di pagare le tasse all’amministrazione egiziana.
Nel 1871, al culmine del suo potere, ricevette la visita dell’etnologo tedesco Georg August Schweinfurth, che descrisse la corte degli schiavisti come poco meno che principesca. Il Chedivè d’Egitto Isma'il Pascià desiderava assumere il controllo della regione, e gli inviò contro un esercito di mercenari guidato dall’avventuriero Muhammad al-Bulalaw che lui riuscì abilmente a sconfiggere ed a uccidere. Nel dicembre 1873 Isma'il Pascià aggiunse la regione al suo impero, e gli riconobbe il titolo di governatore del Bahr al-Ghazal. 
All’epoca egli controllava personalmente una rete di 30 zaribas, e gli furono riconosciuti i titoli ufficiali di Bey e Pascià. Dopo essersi alleato formalmente con il Chedivè, nel gennaio 1874 lanciò in suo nome l’invasione del regno del Dārfūr, condotta insieme al suo luogotenente Rabih az-Zubayr, guidando personalmente le forze meridionali d'invasione. Ai suoi ordini aveva un’armata di 6.400 mercenari e 9.000 Jāllaba. Il 25 ottobre dello stesso anno, dopo aver ucciso il sultano Ibrāhīm nella battaglia di Manāwashi, l’armata egiziana completò la conquista del territorio, conquistando la capitale El Fasher.  Definito "il Pasha nero", aspirò ad assumere la carica di Governatore generale del Sudan,  ma nel contempo studiò un piano per sganciarsi dal protettorato egiziano aprendo una via diretta per Bengasi, attraverso l’oasi di Cufra. Nel giugno 1875  arrivò a Il Cairo per portare le sue rimostranze al Chedivè per la mancata nomina a governatore dell’appena conquistato il Darfur, assegnata invece a Ismail Pascià Ayyub,  ma tale richiesta fu respinta ed egli venne posto agli arresti. Dopo lo scoppio della guerra tra l'Impero russo e quello ottomano, nel 1877 lasciò Il Cairo al seguito delle truppe egiziane inviate in aiuto alla Sublime porta, combattendo con la cavalleria, per un periodo di sei mesi, in Serbia e Bulgaria, e soggiornando nella fortezza di Varna.

### L’arrivo in Sudan del generale Gordon
Nel 1877 il generale Gordon arrivò a Khartoum come nuovo governatore del Sudan e cercò immediatamente di sopprimere la schiavitù. 
Suo figlio, il ventiduenne Sulāiman Bey, raccolse armati per liberare il padre compiendo azioni belliche contro le forze del generale Gordon partendo da una roccaforte, soprannominata "La grotta di Adullam", situata fuori da Shaka. Il governatore, dopo aver considerato per breve tempo di offrire a Sulāiman la posizione di governatore di Dara, nel tentativo di risolvere pacificamente  la questione, fece invece eleggere El Nour, uno dei capi di Sulāiman. Da quest’ultimo apprese che Sulāiman riceveva regolarmente lettere dal padre, che si trovava agli arresti, e la cui corrispondenza includeva sempre la frase criptica "Abbi cura di Abdoul Razoul".

### Il piano di ribellione
Prima della sua partenza per Il Cairo, dove aveva pianificato di corrompere altri pascià con la somma 100.000 sterline al fine che gli fosse riconosciuta la sua sovranità, egli aveva radunato tutti i suoi capi sotto un albero tra Shaka e El Obeid, concordavano che se il piano fosse fallito avrebbero ricevuto l’ordine "alle armi! sulla strada!". Detenuto dalle forze egiziane per i suoi tentativi di corruzione gli venne, più volte, rifiutato il permesso di ritornare in Sudan. Mandò un messaggio al generale Gordon, offrendo 25.000 sterline all'anno come tributo al Chedivè e affermando che avrebbe ripristinato l'ordine all'interno del Sudan se solo gli fosse concesso di tornare. Gordon declinò tale offerta e Rahma mandò un messaggio ai suoi capi dicendo che avrebbero dovuto "obbedire agli ordini dati sotto l'albero", il che portò il generale Gordon a trovare, al suo ritorno a Khartoum, il territorio in stato di quasi anarchia e rivolta. 
Intento nel trattare Sulāiman, il cui padre si trovava ancora agli arresti, il generale Gordon si accordò più volte per incontrarsi pacificamente con il giovane, ora guida delle forze di suo padre. Riferendosi a lui come a un "cucciolo", Gordon prese un approccio quasi paterno nei suoi confronti,  e spiegò al suo accampamento che era consapevole di ciò che gli schiavisti stavano provocando, e che stava offrendo un ultimatum: o Suleiman annunciava la sua resa dalla "Grotta di Adullam" o lo avrebbe attaccato con una forza schiacciante. Qualche tempo dopo Suleiman mandò a Gordon un messaggio confermando la resa, e incominciò a dirigersi a nord verso altre posizioni. Mentre era nella città di Shaka inviò una lettera al governatore dove di riferiva a se stesso come "figlio" di Gordon e richiedendo un incarico governativo. Gordon rispose che avrebbe preferito morire, piuttosto che concedere qualsiasi titolo al capo dei ribelli, a meno che non si fosse recato fino al Cairo per giurare fedeltà al Chedivè. 
Irritato dalla risposta del governatore, Sulāiman radunò 4.000 uomini, supportati da due cannoni, guidandoli in grandi incursioni, che provocarono enormi danni, come a Deim Idris, dove massacrò la guarnigione egiziana, ma che furono rapidamente disperse dai comandanti delle truppe di Gordon, Yussuf Pasha e Romolo Gessi. Il Miralay Gessi, insieme a Taha Mahomet, era stato in precedenza accreditato della distruzione di Dem Sebehr, una nota roccaforte degli schiavisti.
All'inizio di settembre, mentre viaggiava attraverso Shaka, Gordon fu sorpreso di essere invitato a trascorrere due giorni nella casa di Suleiman, ma accettò. Passò i giorni seguenti a respingere le richieste di Suleiman per avere un titolo di governo, ma consolò il giovane capo donandogli un fucile e insegnandogli il suo uso corretto.  Alla fine Sulāiman fu catturato da Romolo Gessi dopo una dura campagna militare, e immediatamente fucilato su istruzioni dello stesso Gordon.
Per il suo ruolo nella ribellione fu sottoposto a corte marziale e condannato a morte, ma la sentenza non venne mai eseguita, ed egli continuò a vivere agli arresti domiciliari.

### La guerra mahdista
Il 18 febbraio 1884 Gordon gli fece visita nella casa dove si trovava agli arresti offrendogli, oltre alla libertà, la supremazia sull’intero Sudan, se egli lo avesse aiutato a respingere la ribellione portata da Muhammad Ahmad, autoproclamatosi il Mahdi. Il mese seguente Gordon stupì l'intera Europa, e il governo inglese, raccomandando che egli fosse nominato suo successore nella carica di Governatore generale del Sudan. 
Sir Reginald Wingate, che lo conosceva personalmente, dichiarò alla società britannica che Al-Zubayr Rahma Mansur era un "uomo lungimirante, e ponderato di una volontà di ferro, un sovrano nato degli uomini". Alla fine la regina Vittoria, Sir Evelyn Baring, William Ewart Gladstone e Nubar Pascià al Cairo, accettarono di concedergli il titolo, ma l'ordine fu annullato dal governo britannico, su pressione della Società antischiavistica di Londra, sconvolta dal suo passato di trafficante di esseri umani.
Ciononostante fu messo al comando di tutte le forze indigene sudanesi, dividendo nel contempo il comando delle forze arabe con Hussein Pasha. 
Nel marzo 1885 fu destituito e imprigionato a Gibilterra, in quanto le autorità britanniche sospettavano che avrebbe potuto negoziare la fedeltà ad Ahmad, il "falso profeta ", in base a una presunta corrispondenza intrattenuta tra di loro. Nell'agosto del 1887 gli venne permesso di tornare al Cairo, e dopo la conquista del Sudan, nel 1899 di tornare nel suo paese natale ricoprendo l’incarico di consigliere del governo anglo-egiziano. Stabitosi nelle sue proprietà a Al-Jayli, circa 30 miglia a nord di Khartoum, si ritirò a vita privata, scrivendo un libro di memorie che fu pubblicato in lingua inglese con il titolo Black, Ivory and White. The History of El Zubeir Pasha Slaver and Sultan as Told by Himself. Si spense nel 1913.

## Nel cinema
Il suo personaggio, complice anche l'eroica figura di Gordon Pascià, è stato portato sullo schermo nel film Khartoum (regia di Basil Dearden) del 1966, interpretato da Sir Laurence Olivier - nei panni del Mahdi - e Charlton Heston, che interpretava invece il generale britannico Gordon. Il personaggio di Zobeir Pascià fu interpretato dall'attore pakistano Zia Mohyeddin.

### Annotazioni
1. ↑  Al-Zubayr Rahma Mansur scrisse nella sua autobiografia che la sua famiglia discendeva da un ramo degli Abbassidi di Baghdad, che avenano lasciato la città nel corso del 1278, dopo l'attacco dei Tartari.
2. ↑  Ebbe come insegnanti del Corano Ali Omar e El Basri, e di Metafisica l'Imam Malik.

### Fonti
1. ↑  Hake 1884, p. 238.
2. ↑  Fuller, O. E. Brave Men and Women Their Struggles, Failures, And Triumphs, Remington & Co., London, 1884.
3. ↑  Lang, Jeanie. "The Story of General Gordon" circa. 1900.
4. 1 2 3 4 5 6 7 8  Kramer, Lobban, Fluehr-Lobban 2013, p. 470.
5. 1 2  Jackson 1913, p. 4.
6. ↑  Jackson 1913, p. 3.
7. 1 2 3 4 5 6 7 8 9 10 11  Lomelier 2013, p. 170.
8. ↑  Jackson 1913, p. 5.
9. ↑  Jackson 1913, p. 8.
10. ↑  Jackson 1913, p. 14.
11. ↑  Jackson 1913, p. 23.
12. ↑  Jackson 1913, p. 24.
13. ↑  Hake 1884, p. 6.
14. 1 2  Flint 1977, p. 43.
15. ↑  Collins 2008, p. 18.
16. ↑  Jackson 1913, p. 67.
17. 1 2 3 4  Flint 1977, p. 44.
18. ↑  Jackson 1913, p. 68.
19. ↑  Hake 1884, p. 111.
20. ↑  Hake 1884, p. 9.
21. ↑  Jackson 1913, p. 79.
22. ↑  Hake 1884, p. 122.
23. ↑  Jackson 1913, p. 69.
24. 1 2  Jackson 1913, p. 80.
25. 1 2 3 4 5  Jackson 1913, p. 83.
26. ↑  Hake 1884, p. 11.
27. 1 2 3 4 5  Flint 1977, p. 45.
28. ↑  Hake 1884, p. 13.
29. ↑  Hake 1884, p. 12.
30. 1 2  Hake 1884, p. 114.
31. ↑  Hake 1884, p. 305.
32. ↑  Hake 1884, p. 10.
33. ↑  Hake 1884, p. 14.
34. ↑  Hake 1884, p. 18.
35. ↑  Hake 1884, p. 17.
36. 1 2 3  Hake 1884, p. 115.
37. 1 2  Hake 1884, p. 123.
38. ↑  Hake 1884, p. 347.
39. ↑  Hake 1884, p. 132.
40. 1 2 3  Hake 1884, p. 322.
41. 1 2 3  Jackson 1913, p. 84.
42. 1 2  Hake 1884, p. 133.
43. 1 2  Jackson 1913, p. 85.
44. ↑  Jackson 1913, p. 93.
45. ↑  Jackson 1913, p. 90.
46. 1 2  Jackson 1913, p. 86.
47. ↑  Lavergne 1989, p. 149.
48. 1 2  Jackson 1913, p. 87.